# Reggenza di Barito Orientale
La reggenza di Barito Orientale (in indonesiano: Kabupaten Barito Timur) è una reggenza dell'Indonesia, situata nella provincia di Kalimantan Centrale.